# Aboudeïa (departement)
 For alternative betydninger, se Aboudeïa. (Se også artikler, som begynder med Aboudeïa)
Aboudeïa er et af de tre departementer, som udgør regionen Salamat i Tchad.
11°27′11″N 19°16′47″Ø / 11.4531°N 19.2797°Ø